# Голдсборо (Мериленд)
Голдсборо (енгл. Goldsboro) град је у америчкој савезној држави Мериленд.

## Демографија
По попису из 2010. године број становника је 246, што је 30 (13,9%) становника више него 2000. године.
| Група             | 2000.       | 2010.       |
| Белци             | 197 (91,2%) | 212 (86,2%) |
| Афроамериканци    | 12 (5,6%)   | 12 (4,9%)   |
| Азијати           | 0 (0,0%)    | 0 (0,0%)    |
| Хиспаноамериканци | 6 (2,8%)    | 20 (8,1%)   |
| Укупно            | 216         | 246         |